# Нелі Крус
Нелі Крус (нід. Neelie Kroes; нар. 19 липня 1941, Роттердам, Нідерланди) — нідерландська політична діячка, член Народної партії за свободу і демократію. Має науковий ступінь магістра економіки. Навчалася в Роттердамському університеті Еразма
Обиралася до Палати представників (1971–1977, 1981–1982), була державним секретарем з питань транспорту, громадських робіт та управління водними ресурсами (1977–1981. Міністр транспорту, громадських робіт та управління водними ресурсами (1982–1989).
Після тривалого періоду роботи в Раді уповноважених кількох транснаціональних корпорацій повернулася в активну політику, ставши європейським комісаром з питань конкуренції. Продовжила роботу в другій Комісії Баррозу як новий єврокомісар з питань цифрових технологій і стала одним з декількох віце-президентів Європейської комісії.